# غريغور وينتزل
غريغور وينتزل عالم فيزيائي ألماني (بالألمانية: Gregor Wentzel)‏ ولد في 17 فبراير 1898 وتوفي في 12 أغسطس 1978 أشتهر بالفيزياء النظرية وميكانيكا الكم.

## حياته العائلية
ولد غريغور وينتزل في أولدنبورغ وتزوج من آنا «آني» بوهلمان في عام 1929 وانجب طفل واحد واسماه «دونات» وولد في عام 1934. انتقلت العائلة إلى الولايات المتحدة في عام 1948 ثم انتقل للعيش في أسكونا عام 1970 وعاش بها حتى توفي عام 1978.

## حياته العملية
بدأ غريغور وينتزل تعليمه الجامعي في الرياضيات والفيزياء عام 1916 في جامعة فرايبورغ. خلال 1917 و 1918 عمل في القوات المسلحة خلال الحرب العالمية الأولى. ثم اكمل تعليمه في فرايبورغ حتى عام 1919. في عام 1920 التحق بجامعة لودفيغ ماكسيميليان في ميونخ لدراسة الفيزياء تحت إشراف العالم الفيزيائي أرنولد سومرفيلد وحصل على الدكتوراه في عام 1921. 
أصبح أستاذا في الفيزياء النظرية في جامعة زيوريخ عام 1928, عين في نفس العام العالم الفيزيائي فولفغانغ باولي. انتقل إلى الولايات المتحدة وعمل في جامعة شيكاغو حتى تقاعد في عام 1970 وقضى سنواته الأخيرة في أسكونا. في عام 1975 حصل على ميدالية ماكس بلانك.

## أبحاثة ومنشوراته
- محاضرات عن نظرية اقتران ميسون القوية في جامعة روتشستر عام 1954.
- مواضيع خاصة في نظرية المجال في معهد تاتا للبحوث الأساسية عام 1957.
- محاضرات عن مواضيع خاصة في ميكانيكا الكم عام 1960.[7]
- محاضرات عن الرياضيات والفيزياء معهد تاتا للبحوث الأساسية عام 1965.

## وصلات خارجية
- توماس س. كون. سجل التاريخ الشفوي - غريغور ونتزيل. مكتبة نيلز بوهر والمحفوظات، المعهد الأمريكي للفيزياء، 1964.
- غريغور ونتزيل 1898-1978 - مذكرات السيرة الذاتية. الأكاديمية الوطنية للعلوم، 2009.
- S.Antoci و D.-E.Liebscher.  الطريق الثالث لميكانيكا الكم هو المنسية الأولى
- غريغور ونتزيل - مشروع علم الأنساب الرياضيات.